# Länsväg 310
Länsväg 310 går mellan Västbacka (söder om Tandsjöborg) och Korskrogen. Vägen går i Ljusdals kommun i Gävleborgs län. 
Det är en väg som också används för långdistanstrafik, till exempel Mora-Norrlandskusten (vidare längs riksväg 84) eller Mora-Östersund där den fungerar som genväg mot E45, genom att använda länsväg 310 Västbacka-Los och länsväg 296 Los-Ytterhogdal.

## Anslutningar
Den viker av från E45 vid Västbacka, och går sedan via Los, där den korsar länsväg 296, fram tills den ansluter till riksväg 84 i Korskrogen utanför Färila. Den passerar även småorten Hamra.

## Historia
Vägen har haft numret 310 ända sedan vägnummer infördes på 1940-talet.